# Equipo de Copa Davis de Israel
El equipo israelí de Copa Davis es el representativo de Israel en la máxima competición internacional a nivel de naciones de tenis. 

## Historia
Israel comenzó a participar en Copa Davis en el año 1949. Su mejor actuación fue en el año 1987 cuando el equipo liderado por Shlomo Glickstein y Amos Mansdorf alcanzó los cuartos de final.   Es la nación asiática con mejor palmarés en Copa Davis en los últimos 50 años.

## Actualidad
En la edición 2008, Israel compitió en la primera rueda del Grupo Mundial frente a Suecia como locales en Ramat Hasharon sobre canchas duras. A pesar de conseguir una ventaja inicial de 2-1, el equipo perdió los dos singles del último día y perdió la serie por 3-2. 
Jugó la serie por la permanencia frente a Perú nuevamente en Ramat Hasharon y esta vez lograron triunfar por 4-1 y parmanecer en el Grupo Mundial en 2009.
En 2009 hará su debut frente a Suecia como visitante.

### Plantel
| Jugador         | Individuales | Dobles |
| --------------- | ------------ | ------ |
| Dudi Sela       | 3 - 1        | -      |
| Harel Levy      | 0 - 3        | 1 - 0  |
| Andy Ram        | -            | 2 - 0  |
| Jonathan Erlich | -            | 1 - 0  |
| Noam Okun       | 1 - 0        | -      |